# Adhémar van Bourbon
Adhémar van Bourbon ook bekend als Aymar van Bourbon (overleden in 953) was tot aan zijn dood heer van Bourbon. Hij was de stamvader tot het huis Bourbon.

## Levensloop
Adhémar was de stamvader van het huis Bourbon en burggraaf van Châtel-de-Neuvre. Als verdienste voor zijn trouw kreeg hij in 913 van de Franse koning Karel de Eenvoudige meerdere landerijen gesitueerd in Berry, Auvergne en Autunois, aan de oevers van de Allier.
Adhémar bestuurde een belangrijk burggraafschap begrensd aan Auvergne en Berry dat vermoedelijk Châtel-de-Neuvre, Marigny en Neuvy omvatte. In 915 doneerde hij de priorij en de kerk van Souvigny aan de Abdij van Cluny. In 918 schonk hij aan de priorij van Souvigny een landgoed gesitueerd in Lusigny.
Hij was gehuwd met ene Ermengarde, wier afkomst onbekend gebleven is. Ze kregen vier zonen: Aymon I (900-959), die Adhémar na zijn dood in 953 opvolgde als heer van Bourbon, Archimbald, Dagobert en Emmo.